# Stade Friuli
Le Stadio Friuli (ou Udinese Arena) est un stade situé à Udine en Italie. Il est utilisé pour accueillir des rencontres de football et a pour club résident l'Udinese. Le stade a été construit en 1976 et peut accueillir 30 667 spectateurs.
Le Friuli est situé à Rizzi, à 4 km du centre-ville d'Udine. Avant sa rénovation, le Stadio Friuli avait une capacité maximale de 41 652 places, en partie couvertes, mais l'affluence était régulièrement limitée à 30 667 spectateurs. Comme c'est souvent le cas en Italie, c'était la municipalité d'Udine qui était propriétaire du stade. L'enceinte accueillait également des meetings d'athlétisme mais aussi des championnats d'escrime, de gymnastique et d'arts martiaux puisqu'un gymnase avait été bâti sous les tribunes. Mais en 2012, le club de football résident décide de rénover le stade et devient même propriétaire de son stade.

## Histoire
Sa construction a été demandée en 1971 par le maire d'Udine, Angelo Candolini, qui a voulu donner à l'équipe d'Udinese, qui à l'époque jouait dans les divisions inférieures du football italien, un écrin plus moderne à la place du stade Moretti. Il a été conçu par Parmigiani Giuliano et Lorenzo Giacomuzzi Moore. La conception de la structure est inspirée par le stade olympique de Munich. L'installation a été construite en grande partie dans un bassin au-dessous du niveau de la mer. Cette décision a permis de réduire considérablement l'impact sur l'environnement. Le stade est inauguré en 1976.
Le stade a été conçu comme une installation polyvalente : il y a ainsi des bureaux, des salles de sport et un gymnase, qui à partir de 2012 ont été acquis exclusivement par l'Udinese, après 30 ans de partage avec les autres clubs sportifs de la ville (escrime, gymnastique, arts martiaux et l'athlétisme).
En 2005, le stade a reçu l'approbation de l'UEFA pour accueillir des rencontres de la Ligue des champions, compétition pour laquelle l'Udinese était qualifiée, durant la saison 2005-2006. Les supporters locaux ont ainsi pu voir les rencontres entre l'Udinese et le FC Barcelone, le Werder Brême et le Panathinaikos. Le 10 septembre 2008, le Friuli a accueilli le deuxième match qualificatif pour les éliminatoires de la Coupe du monde 2010 de l'équipe d'Italie face à la Géorgie pour une victoire italienne 2 à 0.
L'équipe de Portogruaro a joué au stade les cinq premiers matches de la saison 2010-2011 de Serie B en attendant la mise en conformité de son stade Piergiovanni Mecchia.
Au fil des années, de nombreux projets de réaménagement du stade Friuli ont été avancés, en particulier lors de la candidature de l'Italie à l'Euro 2012 et à celui de 2016. À la suite de l'attribution de l'Euro 2016 à la France, le propriétaire de l'Udinese Giampaolo Pozzo a décidé de payer à ses propres frais la rénovation du stade. Le contrat a été officiellement signé le 29 mars 2013, établissant ainsi le transfert de propriété du Stadio Friuli par la ville d'Udine à l'Udinese pour 99 ans, jusqu'en 2112. L'Udinese devient donc l'un des seuls club d'Italie à être propriétaire de son stade.
Le projet a été présenté le 23 juillet 2012, mais il a été révisé en profondeur dans les mois suivants. Les deux virages (nord et sud) sont démolis tout comme la piste d'athlétisme. Les virages démolis seront reconstruits et couverts. La tribune ouest, qui était déjà couverte, est remise à neuf avec de meilleures installations. De nouveaux bancs de touche sont aussi construits et les sièges sont aussi peints au couleur du club local. La capacité totale a été fixée à 25 144 places (extensible à environ 34 000 sièges lors de manifestations extra-football). Le coût total a été estimé à 50 millions d'euros, entièrement payés par l'Udinese. La rénovation a été préparée en plusieurs étapes, afin de ne pas forcer l'Udinese à jouer ailleurs que dans son stade durant la période des travaux. Le début des travaux a officiellement eu lieu le 5 juin 2013, avec une livraison prévue pour la saison 2015-2016.
Le nouveau Stadio Friuli est inauguré le 17 janvier à l'occasion du match Udinese-Juventus. L'entreprise Dacia, l'un des principaux partenaires du club, décide de donner son nom au stade rénové.

## Événements
- Coupe du monde de football de 1990
- Supercoupe de l'UEFA 2025

Le stade Friuli a accueilli trois rencontres de la Coupe du monde de football 1990, toutes concernaient le groupe E (Uruguay-Espagne, Espagne-Corée du Sud et Corée du Sud-Uruguay).
Le Friuli accueille aussi régulièrement des concerts de musique, attirant une grande foule de spectateurs, les plus populaires étant Luciano Ligabue et Vasco Rossi. Le 28 juin 2007, le stade a été le théâtre du concert du groupe de rock américain des Red Hot Chili Peppers, durant leur tournée européenne. Le 16 juillet 2009, l'enceinte accueille le premier concert à Udine de la chanteuse Madonna, dans le cadre de sa tournée Sticky & Sweet Tour.